# Procleomenes robustius
Procleomenes robustius là một loài bọ cánh cứng trong họ Cerambycidae.